# Hamida Omarova
Hamida Omarova (en azerí: Həmidə Ömərova; Bakú, RSS de Azerbaiyán, 25 de abril de 1957) es una actriz de cine y teatro azerbaiyana, artista del pueblo de la República de Azerbaiyán (2005).

## Biografía
Hamida Omarova nació el 25 de abril de 1957 en Bakú. En 1975 estudió en la Universidad Panrusa Guerásimov de Cinematografía. En 1979-1993 trabajó en Azerbaijanfilm. En 1988 Hamida Omarova fue galardonada con el título “Artista de Honor de la RSS de Azerbaiyán”, en 2005 con el título “Artista del pueblo de la República de Azerbaiyán”. Actualmente también trabaja en la Universidad Estatal de Cultura y Arte de Azerbaiyán.

## Filmografía
- 1980 – “Quiero entender”
- 1980 – “Vah!...”
- 1980 – “Evento de tráfico”
- 1981 – “La vida de Uzeyir”
- 1981 - “No te preocupes, soy contigo”
- 1982 – “Nizami”
- 1983 – “Profesor de música”
- 1985 – “Sueño de Humay”
- 1985 – “Una noche...”
- 1987 – “La otra vida”
- 1989 - “Perdoname, si muero”
- 1989 – “Las orillas nativas”
- 1990 – “Espejo”
- 1998 – “Habitación de hotel”
- 2002 – “Drongo”
- 2013 – “No te preocupes, soy contigo! 1919”[3]

## Premios y títulos
- Artista de Honor de la RSS de Azerbaiyán (1988)
- Artista del pueblo de la República de Azerbaiyán (2005)